# Paris Star
Paris Star was een Franse voetbalclub uit de hoofdstad Parijs. De club werd opgericht op 25 augustus 1894. 
In 1895 nam de club deel aan het kampioenschap van de USFSA en werd in de kwartfinale verpletterd door de White-Rovers met 8-1. De club won nooit een titel, maar bleef wel in de Parijse eerste klasse tot 1910. Toen verliet de club samen met CA Paris, US Suisse Paris en Red Star de USFSA om een eigen voetbalbond op te richten. 
De club nam deel aan de allereerste editie van de Coupe de France en bereikte de 1/8ste finale waarin het verloor van Racing Club de France. Hierna verdween de club in de anonimiteit en hield midden jaren twintig op te bestaan. 